# Rasmus Marvits
Rasmus Marvits (født 14. juni 1978) er dansk tidligere fodboldspiller. Han spillede senest for Lyngby BK.

## Karriere
Den 21. juni 2005 blev det offentliggjort, at Marvits skiftede til AC Horsens. Her skrev han under på en toårig kontrakt.

### Lyngby Boldklub
Det blev i juli 2007 offentliggjort, at Marvits havde skrevet under på en treårig aftale med Lyngby Boldklub, som han også spillede for i perioden fra 1997 til 2001.
Han var i forlejet 2009 udlejet til Brønshøj Boldklub, hvorefter han vendte tilbage til Lyngby Boldklub.

## Aprilsnar
I 2008 var Rasmus Marvits central figur i fodboldnyhedssitet bold.dks aprilsnar. I løbet af dagen var der historier om, at han følte sig forbigået af Morten Olsen til landsholdet, at han var overrasket over et resultat i den polske pokalturnering, at han roste, at Randers FC valgte at skifte deres logo ud fra en hest til en søko som led i et samarbejde med Randers Regnskov samt flere andre historier.
Igen i 2016, 2017 og 2018 var Marvits en del af sitets aprilsnar.